# Glaubnitz

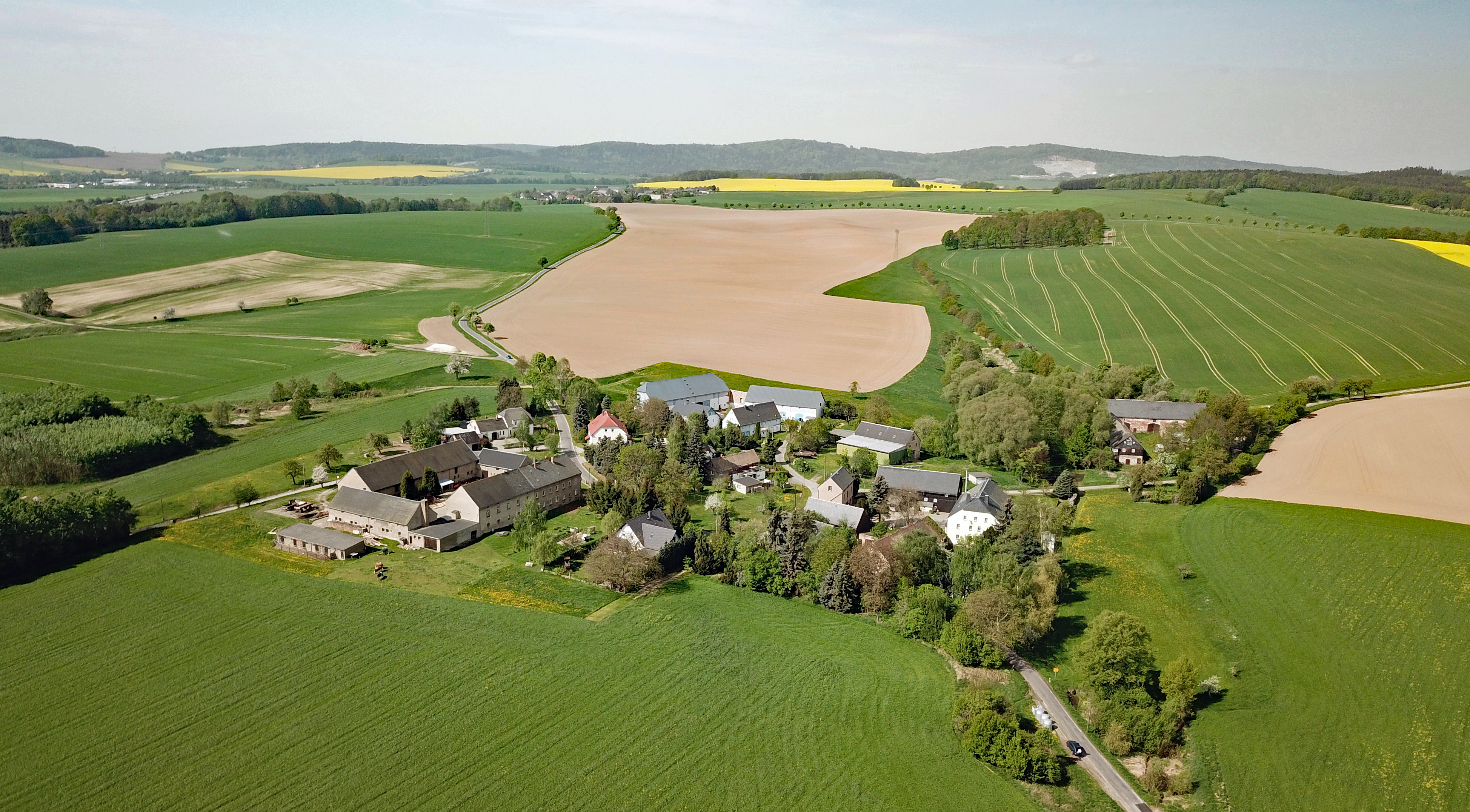
Luftbild

Glaubnitz, obersorbisch Hłupońca, ist ein Dorf im Zentrum des Landkreises Bautzen in der Oberlausitz und gehört seit 1994 zur Gemeinde Panschwitz-Kuckau. Glaubnitz befindet sich im sorbischen Kernsiedlungsgebiet etwa fünf Kilometer südlich von Panschwitz-Kuckau oberhalb des Klosterwassers. Es handelt sich um den einzigen Ortsteil der Gemeinde, der überwiegend evangelisch und deutschsprachig ist.
Die Nachbarorte sind Jiedlitz im Nordosten, Uhyst am Taucher im Südosten, Säuritz im Südwesten und Kaschwitz im Nordwesten. Unweit südlich verläuft die Bundesautobahn 4.

## Geschichte
Der Rundweiler wurde erstmals 1374 als Glupenicz erwähnt. Die Grundherrschaft lag größtenteils beim Kloster St. Marienstern.
Bis zum 1. Januar 1957 war Glaubnitz eine eigenständige Landgemeinde, dann wurde es zunächst mit Kaschwitz zur Gemeinde Kaschwitz-Glaubnitz vereint und 1974 gemeinsam mit diesem nach Ostro eingemeindet.

## Bevölkerung
Gemäß der Statistik von Arnošt Muka waren 1884 von insgesamt 98 Einwohnern 52 Sorben (53 %). Ernst Tschernik ermittelte 1956 einen sorbischsprachigen Bevölkerungsanteil von nur noch 7 %. Damit war Glaubnitz der am wenigsten sorbischsprachige Ortsteil der heutigen Gemeinde.
Die evangelischen Einwohner von Glaubnitz sind nach Uhyst am Taucher eingepfarrt.